# Lijst van parken en reservaten in Kenia
Dit is een lijst van parken en reservaten in Kenia.

## Nationale parken inKenia
| Aberdare        | 76.600 ha    |      |
| Amboseli        | 39.200 ha    | 1974 |
| Arabuko Sokoke  | 600 ha       | 1943 |
| Buffalo Springs |              |      |
| Central Island  | 500 ha       |      |
| Chyulu Hills    |              |      |
| Hells Gate      |              |      |
| Kilimanjara     |              |      |
| Kora            | 170.000 ha   | 1990 |
| Lake Nakuru     | 6200 ha      | 1968 |
| Malindi Marine  |              |      |
| Malka Mari      |              | 1989 |
| Masai Mara      |              |      |
| Meru            | 87.000 ha    |      |
| Mombasa Marine  | 1000 ha      |      |
| Mount Elgon     | 16.900 ha    | 1968 |
| Mount Kenya     | 71.000 ha    |      |
| Mount Longonot  | 5200 ha      |      |
| Nairobi         | 11.700 ha    |      |
| Ol Donyo Sabuk  |              |      |
| Ruma            |              | 1983 |
| Saiwa Swamp     | 300 ha       |      |
| Sibiloi         | 157.000 ha   |      |
| Tsavo East      | 1.200.000 ha |      |
| Tsavo West      | 900.000 ha   |      |
| Watamu Marine   |              |      |

## Natuurreservaten in Kenia
| Buffalo Springs               |
| Kakamega Forest               |
| Impalareservaat Kisumu        |
| Masai Mara                    |
| Olifantenreservaat Mwaluganje |
| Mwea                          |
| Samburu                       |
| Shimba Hills                  |